# NGC 7474
NGC 7474 est une vaste galaxie lenticulaire relativement éloignée située dans la constellation de Pégase. Sa vitesse par rapport au fond diffus cosmologique est de 9 815 ± 39 km/s, ce qui correspond à une distance de Hubble de 144,8 ± 6,9 Mpc (∼472 millions d'al). NGC 7474 a été découverte par l'astronome allemand Albert Marth en 1864.